# Pont-de-Bois
Pont-de-Bois est un quartier de la ville de Villeneuve-d'Ascq (Métropole européenne de Lille, Hauts-de-France) dans le département du Nord, peuplé de 5 700 habitants. Il abrite notamment le campus des Sciences humaines et sociales du même nom de l'Université de Lille.

## Géographie

### Délimitations
Le quartier est délimité au nord par le campus de l'Université de Lille et la fin de l'avenue du Pont de Bois, par le boulevard du Breucq à l'est et par la voie ferrée au sud.

## Histoire
Autrefois, le territoire du quartier faisait partie de la commune d'Annappes.
Le quartier a échangé des parcelles avec sa voisine Hellemmes.
En 1966, on décide de l'implantation du campus littéraire de l'Université de Lille dans le quartier.
En 1971, le chantier de l'ensemble universitaire est ouvert.
Le 17 novembre 1972, le projet Josic est adopté à la suite d'un concours architecture pour le quartier Pont de Bois, opération lancée à l'initiative du ministère de l’Equipement.
En 1974, l'université lilloise de lettres et sciences humaines quitte Lille pour Pont de Bois et intègre des locaux imaginés par les architectes Pierre Vago et André Lys.
Fin 1974, les travaux de construction de 1077 logements au Pont de Bois débutent.
En juin 1977, fin des livraisons des logements du Pont de Bois.
En 1977 ouvre l'école Bossuet.
Le 15 novembre 1977 est ouvert le lycée Raymond Queneau.
Fin 1978, la construction du quartier se termine. Tout sera terminé en 1980.
Entre 1994 et 1996, l'université accroit ses capacités d'accueil des étudiants. Elle bénéficie notamment d'une extension de ses locaux et elle entre en possession d'un bâtiment du site du Pont-de-Bois jusqu'à présent occupé par la faculté de Droit.
À la rentrée 2014, le collège Léon-Blum est fermé pour être démoli. Les élèves intègrent le nouveau collège Simone-de-Beauvoir situé à proximité et construit par le cabinet Marie-Pascale Bouchez.
Anciennement un quartier en contrat urbain de cohésion sociale, Pont-de-Bois devient un quartier prioritaire en 2015. Il compte 5 731 habitants en 2018 pour un taux de pauvreté de 49 %.

## Architecture et patrimoine

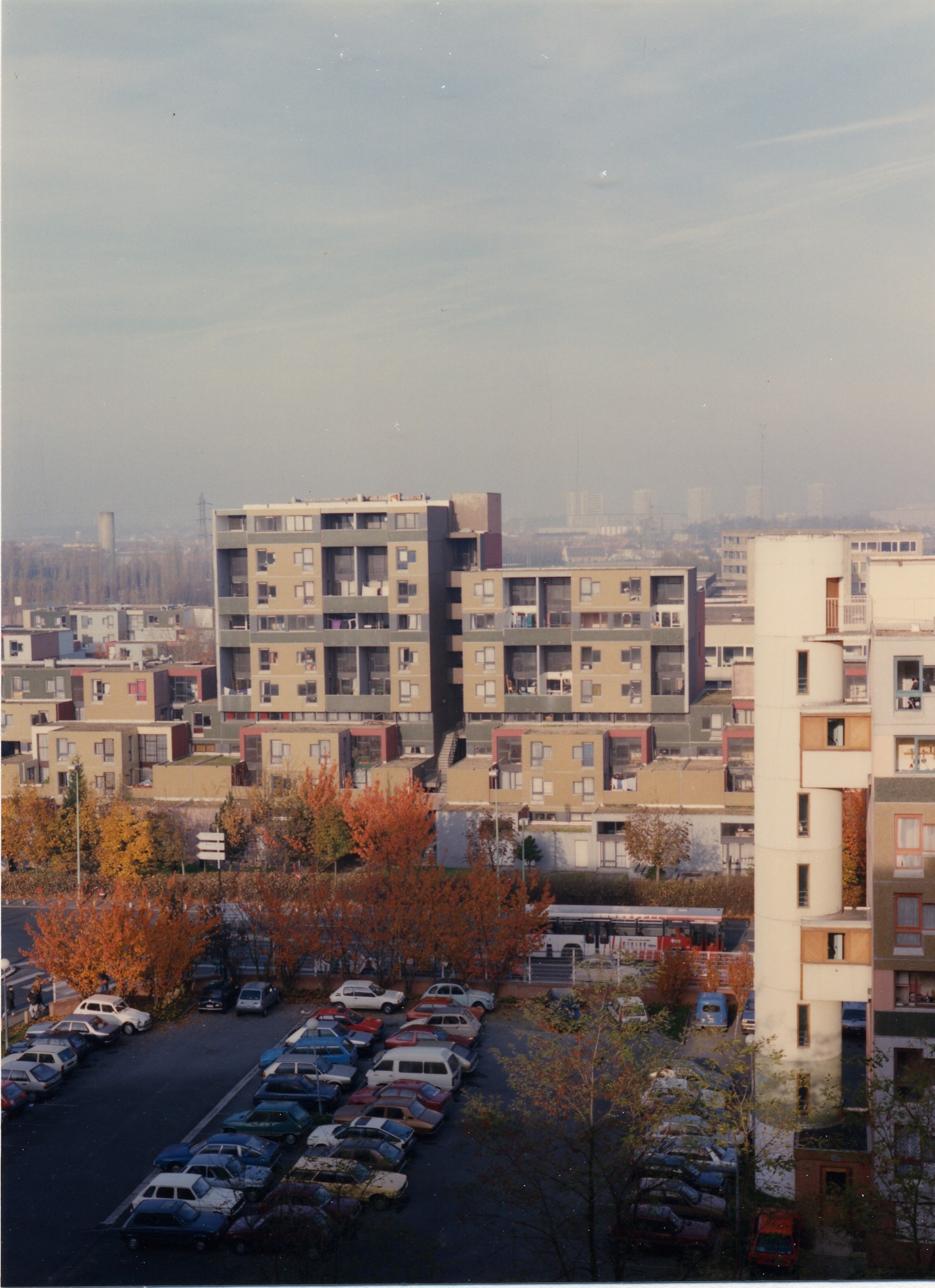
Logements sociaux du quartier en 1988.

C'est le premier quartier de la ville nouvelle qui naît après un concours d'architecture national. L'architecte Alexis Josic a ainsi conçu 1200 logements sociaux avec des intérieurs en duplex ou triplexes dotés d’immenses baies vitrées.

Le parc des 3 Lacs, au milieu du campus de l'université, abrite notamment La Tour de Rêves I, une sculpture métallique de Berto Lardera (1911-1999) réalisée dans le cadre du 1% artistique lors de la construction du campus.

## Enseignement

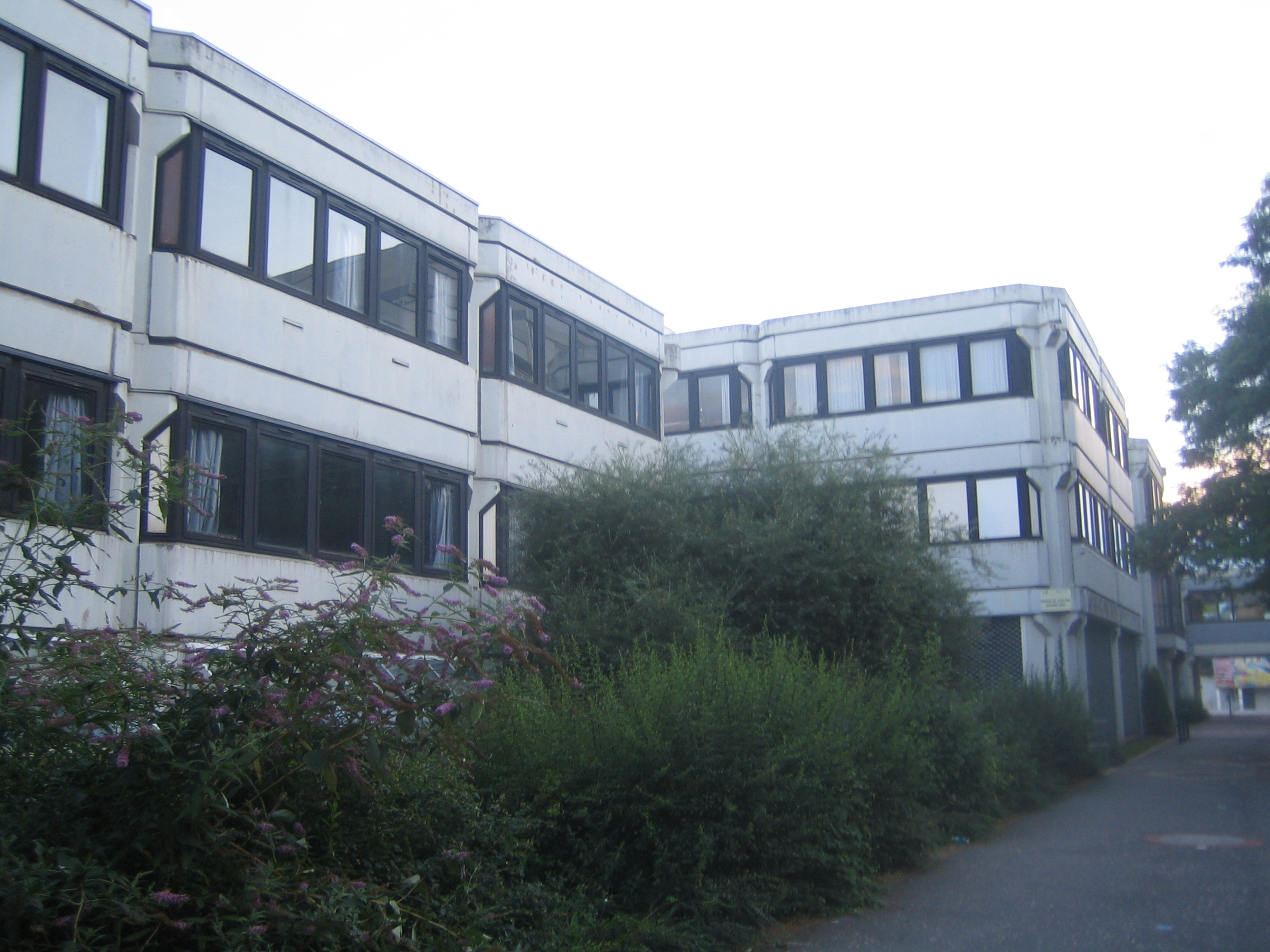
Le lycée Queneau

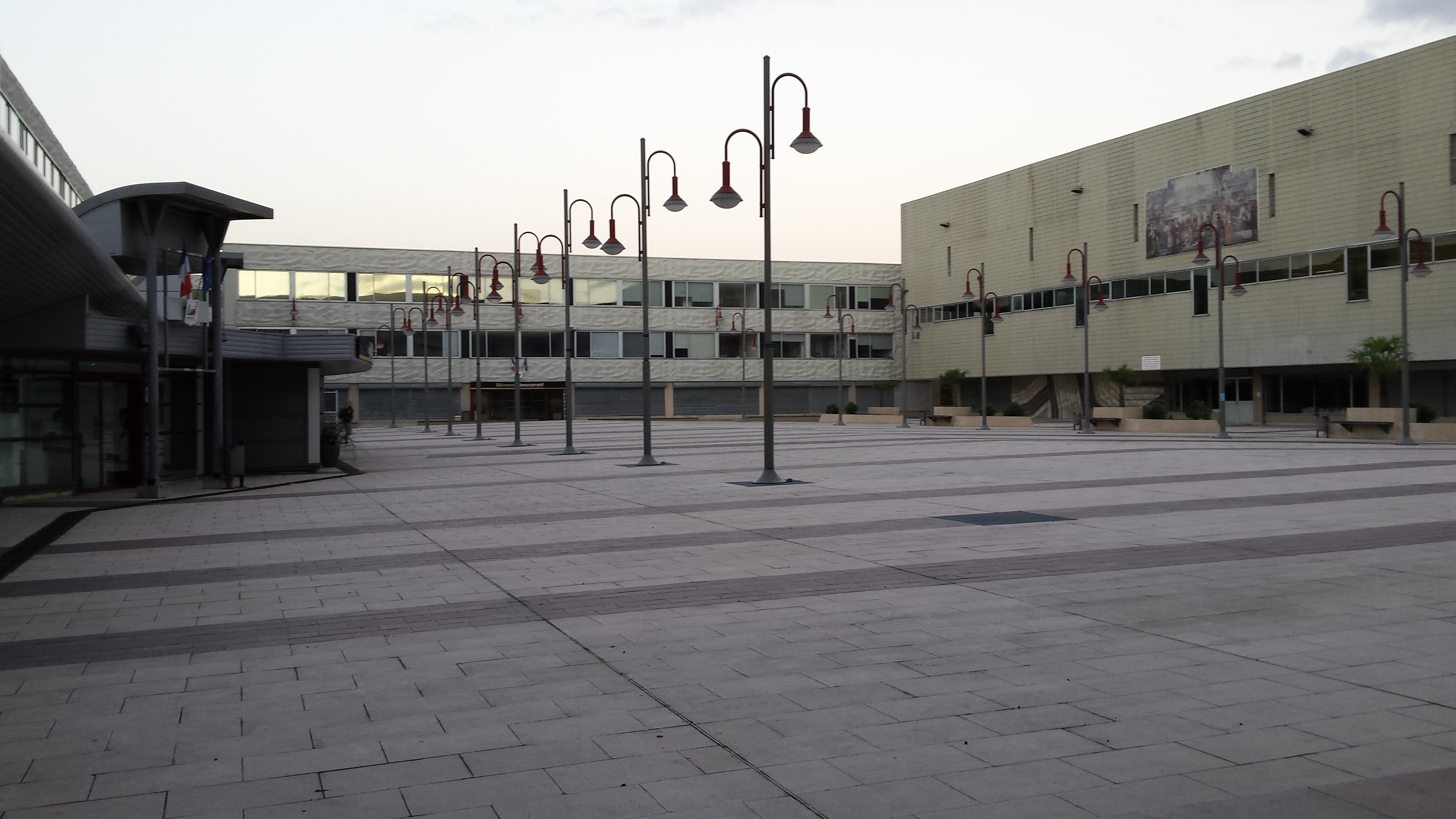
Le campus des Sciences humaines et sociales de l'Université de Lille

Le quartier abrite le campus des Sciences humaines et sociales de l'Université de Lille. Il accueille également l'unique lycée public d'enseignement généraliste de la ville, le lycée Raymond Queneau (2000 lycéens).
On y trouve aussi le collège Léon Blum et les écoles primaires Bossuet et Claude Bernard.
Les composantes de l'Université de Lille qui se trouvent sur le campus Pont-de-Bois :
- Faculté des Humanités
- Faculté des Langues, cultures et sociétés (FLCS)
- Faculté de Psychologie, sciences de l’éducation et de la formation (PsySEF)

## Sociologie
98 % des logements du quartier du Pont de Bois sont des logements sociaux.

## Transport

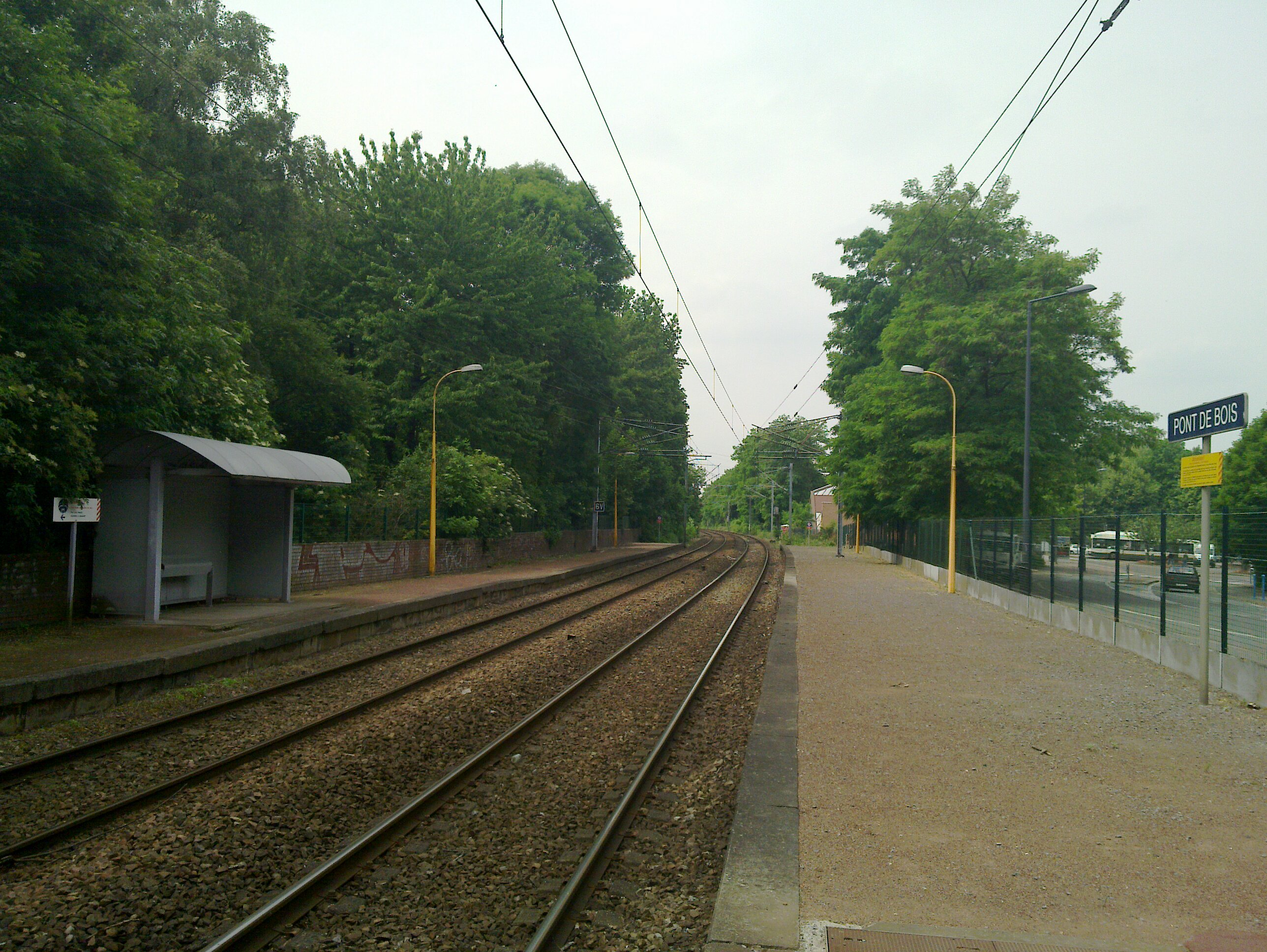
Gare de Pont-de-Bois

- Les lignes Lille-Tournai, Lille-Liège et Lille-Orchies de la SNCF et de la SNCB desservent le quartier via la gare de Pont-de-Bois.
- La ligne 1 du métro de Lille exploitée par Ilévia dessert le quartier via la station Pont de Bois.
- Le quartier est desservi par les lignes de bus L6, 13, 32, 34, 73, 910, 968, la Corolle 3 et la Ligne de Nuit du réseau Ilévia ainsi que par la ligne 876 du réseau interurbain Arc-en-Ciel 2.